# 淑嘉皇貴妃
淑嘉皇贵妃（1713年9月14日—1755年12月17日），初隸高麗佐領正黃旗包衣，乾隆帝之皇貴妃，後奉嘉慶帝旨抬入滿洲正黃旗，改金氏為金佳氏。上駟院卿金三寶之女，其兄為吏部尚書金簡。

## 早期生平
康熙五十二年七月二十五日（1713年9月14日）出生。雍正五年(1727年)，皇四子弘曆在成婚前已有格格八九人，推測金氏已在其中。雍正十三年九月，皇四子弘曆登基後，封格格金氏為金貴人。长芦巡盐御史三保曾奏请进京，並且叩谒梓宫。乾隆帝則在三保奏折上墨批，告诫金貴人的戚属要为国尽忠，不要因金貴人在宮中而有任何恃恩之念。
乾隆二年五月十一日(1737年6月8日)，詔封金貴人為嬪。內閣典籍廳為金氏晉封為嬪所擬的字樣有「令、婉、嘉、粹」四字，乾隆帝從中選擇了嘉字，同年十二月初四日，正式冊封為嘉嫔。
乾隆四年（1739年）正月十四日卯時，生皇四子永珹。乾隆六年（1741年）二月十三日，奉皇太后懿旨，冊封為嘉妃，另有三位贵人一同晋封为嫔。同年二月十六日，长芦盐政、武备院卿金三保為嘉嫔奉旨册封为妃而上了一道謝恩折，奏摺提到嘉妃為他的長女。
乾隆十年（1745年) 三月初三日，據《雍和宮滿文檔案譯編》記載，帝后等人前往慧賢皇貴妃梓宮停靈的六股道殯宮致祭。內務府共使用了四輛牛車接送后妃位下的太監。檔案中的漢文清單可知由西暖殿富察皇后的太監獨自乘坐一輛牛車，第二輛牛車由翊坤宫嫻貴妃和长春宫嘉妃位下的太監乘坐，第三輛牛車由景仁宫純貴妃和永和宮愉妃位下的太監乘坐；最後一輛牛車則由承乾宫舒嬪、延禧宫怡嬪和永寿宫原皇贵妃位下德太監乘坐。
乾隆十一年（1746年）七月十五日午時，於啟祥宮生皇八子永璇，推斷後期應居於啟祥宮。

## 後期生平
乾隆十三年（1748年) 七月初一日，乾隆帝因嘉妃將要臨盆而詔封其為貴妃；同年七月初九日亥時，生皇九子。乾隆十四年（1749年）四月初五日，正式册封为嘉贵妃。礼部原拟按慧贤皇贵妃初封贵妃礼仪受礼，惟乾隆帝要求嘉贵妃应按乾隆十年娴贵妃和纯贵妃晋封贵妃的礼仪执行，即不享有公主王妃命妇行礼的待遇。
乾隆十六年，嘉妃家人抬出包衣佐領。
乾隆十七年（1752年）二月初七日辰時，生皇十一子永瑆；五月二十八日，领侍卫内大臣汪扎尔上奏宮廷用过银叶数目時，稱五福堂遇喜处所用吉祥摇车和摇车架子各一份，俱照例已向广储司领用。五福堂在当时是皇子皇女的出生地，而非内廷妃嬪日常生活起居的住所。由此可知，嘉贵妃金氏在五福堂生皇十一子永瑆。
乾隆十七年七月二十五日，舉行了嘉贵妃四十千秋慶典，按例恩赐物品八十一件。不久之後的十月十七日，已故孝賢純皇后、慧賢皇貴妃和哲憫皇貴妃靈柩葬入裕陵地宮，乾隆帝帶同當時的皇后那拉氏、嘉貴妃金氏、怡嬪柏氏、穎嬪巴林氏等人前往清東陵，參與此三人的奉安典禮。皇后那拉氏和嘉貴妃更隨乾隆帝巡視裕陵地宮。由此可見，嘉貴妃所出的兒子在皇位繼承人的候選名單內。
乾隆二十年 (1755年) 十一月十五日，嘉貴妃金氏薨逝，享年四十三歲。據祭文所述，金氏是死於疢疾，即因高溫或體溫不正常地上升而引起的疾病，有可能為中暑、熱衰竭等。翌日，乾隆帝追封其為皇貴妃，十一月十七日，賜謚為淑嘉皇貴妃，棺槨暫安於东直门外靜安莊殯宮。时为中宫皇后的乌拉那拉氏因懷孕而缺席了致祭淑嘉皇贵妃的几次活动。清宮檔案記載嘉妃的滿文意思是“温和之妃”，而淑嘉皇贵妃的滿文意思則为“温和、应当嘉奖的皇贵妃”。
乾隆二十二年 (1757年) 十月二十三日，淑嘉皇贵妃金棺送往东陵圣水峪陵寝安葬，帝后、舒妃等內庭主位親自到靜安莊殯宮臨送淑嘉皇貴妃金棺，同年十一月初二日，金棺葬入裕陵地宮。裕陵隆恩殿西暖閣內的神龕內安設三位皇貴妃的神牌，居中為慧賢皇貴妃，東側為哲憫皇貴妃，西側為淑嘉皇貴妃。
金氏生前僅為貴妃，去世後亦僅被追封為皇貴妃，但她位居貴妃之位時的朝冠頂珠已為皇后的規制。乾隆二十三年敬事房收貯兩座已故淑嘉皇貴妃尚為貴妃時穿戴過的兩座朝冠，一座是三鳳朝冠頂，飾有重一錢二釐的頭等大正珠一顆，一座是樺皮三鳳朝冠頂，飾有重一錢的大東珠一顆。按照《國朝宮史》的制度，貴妃朝冠飾應為三等大珍珠，只有皇太后和皇后才能享有三等大東珠。而嘉貴妃的兩具朝冠飾分別飾有頭等大正珠及大東珠，均逾制。嘉慶四年三月，淑嘉皇貴妃之家族抬入正黃旗滿洲旗，姓氏亦满化为金佳氏。

## 家族成员
有關金氏家族如何加入八旗的文獻記載存有矛盾，在官書與金氏族人的自述中，均宣稱其祖先世居義州，在天聰元年主動來歸，然而朝鮮方面則稱其祖先被擄於丁卯之亂。天聰元年，後金征伐朝鮮，朝鮮邊城義州成為第一個被後金攻下的城市，不投降者均遭殺害，金氏家族極有可能在此情況下投降被擄。金氏族人入旗已超過一百年，受滿洲文化浸染甚深，有族人完全「不解漢字」，溝通時必須「恆以清字作書」。然而，金氏家族特殊的祖源身世令其與朝鮮燕行使者往來頻繁，多次透露出對於朝鮮的感情與認同，並盡全力排解朝鮮使臣在華政治上的困難，甚至成為朝鮮官方收集清廷情報的主要管道。
- 高祖父：德雲。
- 曾祖父：三達理。
- 祖父：尚明。
- 父：三保，康熙五十六年起，管理正黃旗第二高麗佐領，卻在雍正十年因其非新達理直系子孫，承管資格藉清查佐領的理由遭到雍正帝乳弟常明質疑，被其稱為「無干族人」。
- 兄：金鼎，可能早亡。
- 兄：金輝，在造辦處當差行走多年，方有外任兵部的機遇。
- 兄：金簡，曾任總管內務府大臣、佐領、兵部侍郎、戶部侍郎、工部尚書等職。其女儿金佳氏，嫁正白旗汉军、乾隆丁巳科进士李质颖之子李海慶。

## 影视作品
- 電視劇

| 年份 | 劇名         | 演員   | 剧中姓名、 稱謂 |
| 1990 | 戏说乾隆     | 赵雅芝 | 金无箴          |
| 2005 | 少年嘉慶     | 岳秀清 | 嘉貴妃          |
| 2018 | 延禧攻略     | 潘时七 | 金墨熏、金墨蕙  |
| 2018 | 如懿傳       | 辛芷蕾 | 金玉妍          |
| 2022 | 嘉慶君遊台灣 | 簡嘉伶 | 嘉妃            |

## 延伸阅读
[在维基数据编辑]
 《清史稿/卷214》，出自趙爾巽《清史稿》
 在维基共享资源阅览影像